# تشال زمين (مقاطعة كلاردشت)
تشال‌زمين (بالفارسية: چال‌زمین) هي قرية تقع في Kuhestan Rural District في إيران. يقدر عدد سكانها بـ 470 نسمة بحسب إحصاء 2016.